# Enkel maskin

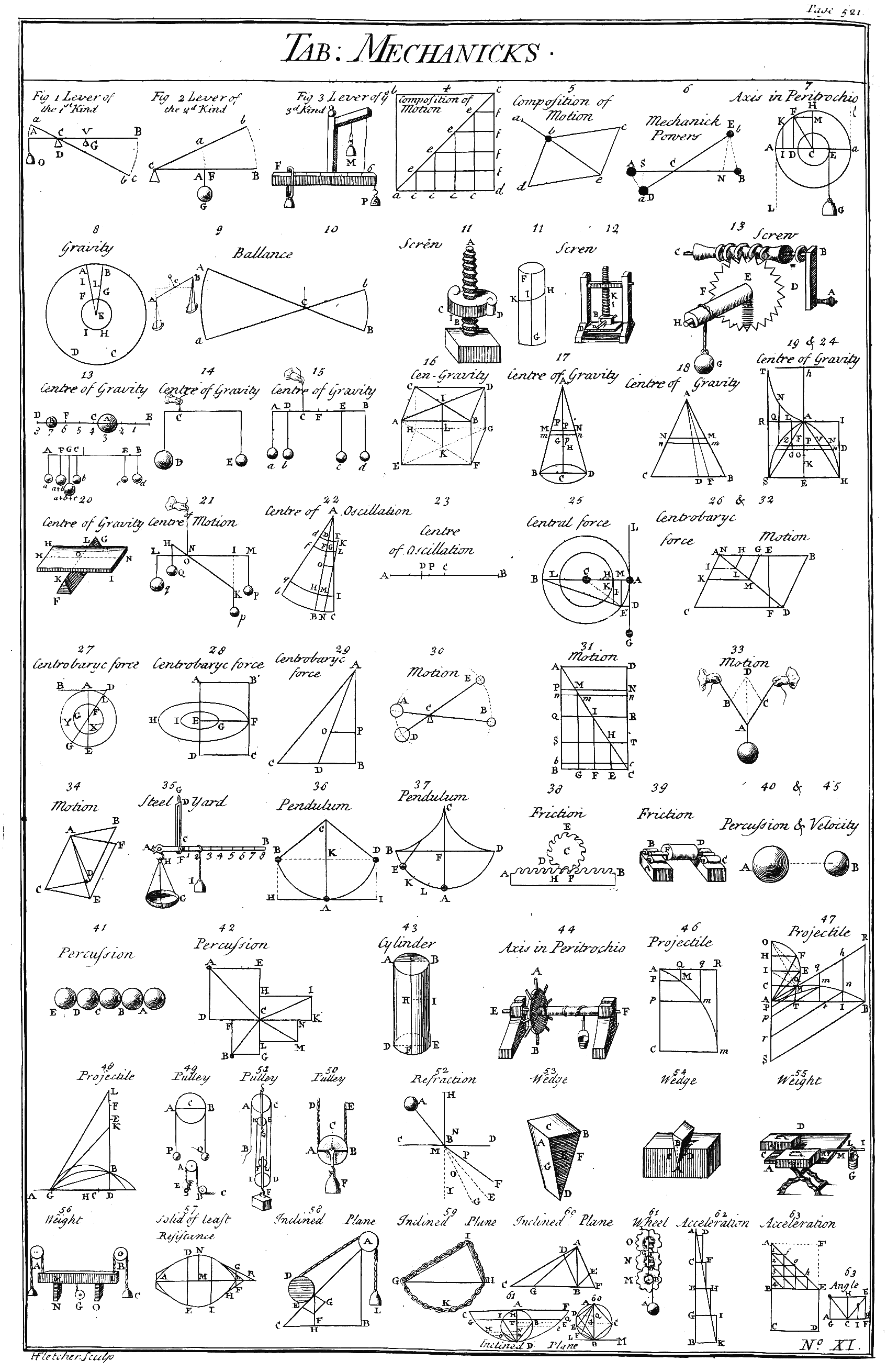
Enkla maskiner från Chambers Cyclopedia, 1728.

En enkel maskin är inom fysik en inrättning som bara behöver en enkel kraft för att utföra mekaniskt arbete. Den enkla maskinen arbetar enligt principen att vad som sparas i kraft förloras i väg.
Som enkla maskiner räknas vanligtvis fem anordningar:
- Lutande planet
- Skruven
- Kilen
- Hävstången
- Hjulet

Även  blocket kan räknas som en av de enkla maskinerna. Skruven betraktas ibland som en rörlig form av det lutande planet.
För att till exempel driva ett föremål uppför ett lutande plan till en viss höjd krävs mindre kraft jämfört med att lyfta föremålet rakt upp till samma nivå. Dock måste föremålet flyttas en längre väg (mekanikens gyllene regel). Den förste att ingående studera de enkla maskinerna var Arkimedes. Antikens större byggnadsverk, till exempel Egyptens pyramider, uppfördes alla enbart med hjälp av enkla maskiner.